# پترول اوفیسی
پترول اوفیسی (به ترکی استانبولی: Petrol Ofisi) شرکت نفت و گاز ترکیه‌ای است، که در زمینه تولید نفت خام، گاز طبیعی، روان‌سازها، نفت سفید، ال‌پی‌جی، گازوئیل و بنزین، همچنین مواد شیمیایی فعالیت می‌کند.
شرکت پترول اوفیسی در سال ۱۹۴۱ توسط دولت ترکیه تأسیس شد، در سال ۱۹۸۳ خصوصی گردید و در حال حاضر متعلق به شرکت اتریشی اوام‌وی می‌باشد.
دفتر مرکزی این شرکت در شهر استانبول، ترکیه قرار دارد و بخشی از سهام آن در بازار بورس استانبول معامله می‌شود.